# 梁維新 (明朝)
梁維新（17世紀—17世紀），號鍾石，江西瑞州府高安縣二都銅湖人，明朝隱士。

## 生平
梁維新是崇禎三年（1630年）的舉人，十六年（1643年）會試中副榜，授遂寧知縣，未抵任得知北京失陷，於是折返歸鄉隱居銅湖，當時地方苦於水患，他向知縣請求免去一鄉賦稅，並築堤數里作依靠，官員得知他的節義招攬他出山，他堅持不就，次日無疾而逝；有致命詩：「底事牽愁到鬢邊，女媧難補杞人天，孔書不是終南徑，生死關頭已了然。」可以知其志操。

## 引用
1. 1 2  同治《高安縣志·卷十四·人物志》：梁維新，號鍾石，二都銅湖人，領崇正庚午鄉薦經魁，癸未以會副特恩授四川遂甯知縣，中途聞大行之變，未抵任而返。鼎革後隱居，高尚司李康公聞其節招之出山，固辭不就，翌日無疾逝；曾有致命詩云：「底事牽愁到鬢邊，女媧難補杞人天，孔書不是終南徑，生死關頭已了然。」可知其志操矣。先是都人苦水患，維新請邑令蔡蠲一鄉賦，築堤數里，至今賴之。
2. ↑  錢海岳《南明史·卷八十七·列傳第六十三》：（同徐大儀）時南昌、瑞州、九江、南康、饒州、廣信遺臣：……高安則梁維新，字鍾石，崇禎三年舉於鄉，授遂寧知縣。中道聞北京亡，歸隱銅湖。